# Карлтън Кюз
Карлтън Кюз (на английски: Carlton Cuse) (роден на 22 март 1959 г. в Мексико, Мексико) е американски телевизионен сценарист и изпълнителен продуцент на сериала „Изгубени“.
Въпреки че е роден в Мексико, той е израснал в Бостън и окръг Ориндж, Калифорния.
В началото на кариерата си се запознава с Джефри Боум. Работейки с него, той подпомага за осъществяването на филмите „Смъртоносно оръжие 2“, „Смъртоносно оръжие 3“ и „Индиана Джоунс и последният кръстоносен поход“. Двамата създават акламирания сериал „Приключенията на Бриско Каунти младши“ за телевизия FOX. Той е създател и изпълнителен продуцент на всичките шест сезона на „Наш Бриджис“. Също така е и създател на сериала „Закони на войната“ за CBS с участието на Арсенио Хол и Само Хунг.